# Plecturocebus cinerascens
Plecturocebus cinerascens é uma espécie de Macaco do Novo Mundo, da família Pitheciidaee  subfamília Callicebinae. É endêmico do Brasil, ocorrendo na margem direita do rio Roosevelt, ao longo da margem direita do rio Aripuanã e margem esquerda do rio Canumã. É inteiramente de cor cinzenta, com uma pequena mancha avermelhada no dorso e cauda preta, misturada com cinza.